# Női 48 kg-os súlyemelés a 2012. évi nyári olimpiai játékokon
A 2012. évi nyári olimpiai játékokon a súlyemelés női 48 kg-os versenyszámát július 28-án rendezték.

## Rekordok
A versenyt megelőzően a következő rekordok voltak érvényben:
| Világrekord     | Szakítás    | Yang Lian (CHN)        | 98 kg   | Santo Domingo, Dominikai Köztársaság | 2006. október 1.    |
| Világrekord     | Lökés       | Csen Hszie-hszia (CHN) | 120 kg  | Tai'an, Kína                         | 2007. április 21.   |
| Világrekord     | Összesített | Yang Lian (CHN)        | 217 kg  | Santo Domingo, Dominikai Köztársaság | 2006. október 1.    |
| Olimpiai rekord | Szakítás    | Nurcan Taylan (TUR)    | 97,5 kg | Athén, Görögország                   | 2004. augusztus 14. |
| Olimpiai rekord | Lökés       | Csen Hszie-hszia (CHN) | 117 kg  | Peking, Kína                         | 2008. augusztus 9.  |
| Olimpiai rekord | Összesített | Csen Hszie-hszia (CHN) | 212 kg  | Peking, Kína                         | 2008. augusztus 9.  |

A versenyen új rekord nem született.

## Versenynaptár
Az időpontok helyi idő szerint, zárójelben magyar idő szerint olvashatóak.
| Dátum                     | Időpont       | Forduló   |
| ------------------------- | ------------- | --------- |
| 2012. július 28., szombat | 15:30 (16:30) | A csoport |

## Eredmények
Az eredmények kilogrammban értendők. A rövidítések jelentése a következő:
- DNF: érvényes kísérlet nélkül

### Végeredmény
| Helyezés | Név                       | Nemzet                      | Cs | Súly  | Szakítás | Szakítás | Szakítás | Szakítás | Lökés | Lökés | Lökés | Lökés | Össz. |
| Helyezés | Név                       | Nemzet                      | Cs | Súly  | 1        | 2        | 3        | E        | 1     | 2     | 3     | E     | Össz. |
| -------- | ------------------------- | --------------------------- | -- | ----- | -------- | -------- | -------- | -------- | ----- | ----- | ----- | ----- | ----- |
| Arany    | Vang Ming-csüan           | Kína (CHN)                  | A  | 47,73 | 88       | 88       | 91       | 91       | 110   | 114   | 116   | 114   | 205   |
| Ezüst    | Mijake Hiromi             | Japán (JPN)                 | A  | 47,74 | 83       | 85       | 87       | 87       | 108   | 110   | 113   | 110   | 197   |
| Bronz    | Rjang Cshunhva            | Észak-Korea (PRK)           | A  | 47,52 | 80       | 83       | 84       | 80       | 108   | 109   | 112   | 112   | 192   |
| 4.       | Sirivimon Pramongkhol     | Thaiföld (THA)              | A  | 47,23 | 78       | 80       | 82       | 82       | 106   | 108   | 109   | 109   | 191   |
| 5.       | Nurdan Karagöz            | Törökország (TUR)           | A  | 46,99 | 80       | 83       | 84       | 83       | 104   | 107   | 107   | 104   | 187   |
| 6.       | Mizuocsi Honami           | Japán (JPN)                 | A  | 47,77 | 76       | 78       | 80       | 80       | 92    | 94    | 96    | 96    | 176   |
| 7.       | Szonija Csánu Ngángbam    | India (IND)                 | A  | 47,74 | 72       | 74       | 75       | 74       | 93    | 97    | 97    | 97    | 171   |
| 8.       | Betsi Rivas               | Venezuela (VEN)             | A  | 47,43 | 68       | 70       | 70       | 70       | 92    | 96    | 98    | 98    | 168   |
| 9.       | Beatriz Pirón             | Dominikai Köztársaság (DOM) | A  | 47,85 | 72       | 75       | 77       | 77       | 87    | 90    | 92    | 90    | 167   |
| 10.      | Mélanie Bardis            | Franciaország (FRA)         | A  | 47,71 | 70       | 73       | 75       | 73       | 88    | 91    | 93    | 93    | 166   |
| 11.      | Lely Burgos               | Puerto Rico (PUR)           | A  | 47,61 | 65       | 70       | 70       | 65       | 87    | 92    | 92    | 92    | 157   |
| 12.      | Nathalia Rakotondramanana | Madagaszkár (MAD)           | A  | 47,74 | 55       | 55       | 60       | 55       | 75    | 80    | 82    | 80    | 135   |
|          | Panida Khamsri            | Thaiföld (THA)              | A  | 47,45 | 81       | 81       | 81       | DNF      | -     | -     | -     | DNF   | DNF   |
|          | Marina Sisoyeva           | Üzbegisztán (UZB)           | A  | 47,85 | 79       | 79       | 80       | DNF      | -     | -     | -     | DNF   | DNF   |